# كفر كحيل
كفركحيل هي قرية لبنانية من قرى قضاء الكورة في محافظة الشمال.